# Fútbol Sala La Massana
 (mars 2025).
 (mai 2025).
Motif : DDA technique, au regard de Discussion:FS La Massana/Admissibilité à la suite de laquelle la page avait été supprimée. Par ailleurs, pas compliqué pour un club de football de participer au championnat de foot d'Andorre, principauté de moins de 85.000 habitants.
- Archive Wikiwix
- Bing
- Cairn
- DuckDuckGo
- E. Universalis
- Gallica
- Google
- G. Books
- G. News
- G. Scholar
- Persée
- Qwant
- (zh) Baidu
- (ru) Yandex
- (wd) trouver des œuvres sur Wikidata

| 1. | Préciser le motif de la pose du bandeau. | Précisez le motif de la pose du bandeau en utilisant la syntaxe suivante : {{admissibilité à vérifier\|date=mai 2025\|motif=remplacez ce texte par le motif}}                               |
| 2. | Informer les utilisateurs concernés.     | Pensez à avertir le créateur de l'article, par exemple, en insérant le code ci-dessous sur sa page de discussion : {{subst:avertissement admissibilité à vérifier\|Fútbol Sala La Massana}} |

Maillots
Actualités
Dernière mise à jour : 26 mars 2025.
Le Fútbol Sala La Massana est un club de football andorran basé dans la paroisse de La Massana à Andorre. Le club participe actuellement au Championnat d'Andorre de football.